# Chorąży
Chorąży ("gonfaloniere" o "alfiere" in lingua polacca; russo e ucraino: хорунжий; transliterato: chorunžij) è stato un grado in alcuni eserciti, in particolare negli eserciti della Repubblica Popolare Ucraina, della Repubblica Nazionale dell'Ucraina Occidentale, della Repubblica Popolare dell'Ucraina Occidentale e nell'Esercito insurrezionale ucraino e attualmente è un grado militare delle forze armate polacche

## Storia

### Cosacchi
Dal XVI secolo, Chorunžij fu un titolo dei cosacchi del Sič di Zaporižžja e, dopo la sua annessione all'Impero russo il rango di chorunžij (russo: "хорунжий") venne ufficialmente riconosciuto nel 1792 dalla Tavola dei ranghi e corrispondeva a quello di Podporučik (Sottotenente; cirillico: подпоручик) di fanteria e di cornetta della cavalleria dell'Esercito imperiale russo. 
Emel'jan Ivanovič Pugačëv, nel corso della prima guerra russo-turca raggiunse il grado di chorunžij prima d guidare la grande insurrezione cosacca durante il regno di Caterina II.
I cosacchi dell'esercito imperiale russo, che durante il loro servizio svolgevano i compiti corrispondenti al chorunžij  dei cosacchi, ma che non avevano il diritto alla promozione ai gradi militari, ricevevano il grado di "Zaurjad chorunžij" (зауряд-хорунжий) assegnato a Vachmistr (Вахмистр) e Urjadnik (Урядник) che si erano militarmente distinti. 

#### Registro statale delle formazioni militari cosacche della Federazione Russa
Attualmente nelle formazioni militari cosacche iscritte nel Registro statale della Federazione Russa il grado di chorunžij fa parte dei gradi degli ufficiali, superiore a podchorunžij (cirillico: подхорунжий) e inferiore a Sotnik (cirillico: сотник); tali gradi corrispondono rispettivamente ai gradi di sottotenente (russo: младший лейтенант; traslitterato: Mladšij lejtenant) di tenente (russo: лейтенант; traslitterato: lejtenant) e primo tenente (russo: старший лейтенант; traslitterato: Staršij lejtenant) delle Forze armate della Federazione Russa.
I distintivi per controspallina dei cosacchi registrati riprendono il disegno di quelle dell'armata imperiale russa e differiscono da quelle in vigore nelle Forze terrestri russe.
| Sequenza dei gradi dei cosacchi nell'Impero russo |                      |                                  |
| grado inferiore: Podchorunžij (Подхорунжий)       | Chorunžij (Хорунжий) | grado superiore: Sotnik (Сотник) |

### Ucraina
Fra il 1917 e il 1922, in seguito alla Rivoluzione russa, in Ucraina vi fu un lungo periodo di guerra civile e di anarchia con continui cambi di fazioni al potere; questo periodo fu segnato dall'esistenza di più entità statali separate: nei territori austro-ungarici di lingua ucraina fu proclamata la Repubblica Nazionale dell'Ucraina Occidentale, mentre nell'area appartenuta all'Impero russo si scontrarono la Repubblica Popolare Ucraina con capitale Kiev e la Repubblica socialista sovietica ucraina con capitale Charkov. La Repubblica Popolare di Kiev fu riconosciuta dall'Impero tedesco, che ne impose il riconoscimento ai Bolscevichi nel trattato di Brest-Litovsk, e dal 1918 fu un centro dell'Armata Bianca.
Nelle forze armate ucraine dell'esercito della Repubblica Popolare Ucraina e poi dello Stato ucraino (Etmanato), chorunžij era il grado più basso tra gli ufficiali, fino al 24 aprile 1919, quando venne istituito il grado di pidchorunžij (ucraino: підхорунжий), di un gradino inferiore a chorunžij.

Distintivo di grado di chorunžij dell'UGA

Nell'esercito ucraino della Galizia (Ucraino: Української Галицької армії; traslitteraro Ukrainc'koi Galic'koi Armii; acronimo: UGA) che era l'esercito regolare della Repubblica Popolare dell'Ucraina Occidentale (ucraino: Західно-Українська Народна Республика; traslitteraro: Zachidno-Ukraïns'ka Narodna Respublyka; acronimo: ZUNR) il distintivo di grado venne approvato il 22 aprile 1919 dal Segretariato di Stato per gli affari militari della regione occidentale della Repubblica popolare ucraina.
Distintivi di grado di chorunžij dell'Esercito della Repubblica popolare ucraina e dello Stato ucraino (Etmanato)
| Distintivi di grado  |               |                  |                |                |               |
| Data di approvazione | 1 aprile 1918 | 9 settembre 1918 | 24 aprile 1919 | 30 luglio 1919 | 30 marzo 1920 |

Il grado era presente nel corso della seconda guerra mondiale anche nelle gerarchie dell'Esercito insurrezionale ucraino, noto con l'acronimo UPA (in ucraino Українська повстанська армія?, Ukrains'ka povstans'ka armija, УПА), l'organizzazione paramilitare nazionalista ucraina, nata il 14 ottobre 1942 nella Volinia, che costituiva l'ala militare dell'Organizzazione dei Nazionalisti Ucraini nota anche con l'acronimo OUN (in ucraino Організація українських націоналістів, ОУН?, Orhanizacija ukraïns'kych nacionalistiv) e più precisamente della fazione facente riferimento a Stepan Bandera.

### Polonia
Il chorąży era un tempo il cavaliere che innalzava lo stendardo del proprio esercito del proprio voivodato (województwo), di un territorio (ziemia), di un ducato o del regno. Tale funzione nel tempo si è evoluta in un titolo nobiliare non ereditario, anche se i loro figli avevano un titolo onorario che per i figli maschi era Chorążyce e per le figlie Chorążanka, mentre le mogli avevano diritto al titolo onorario Chorążyna. Anche i nipoti, a meno che non avessero una dignità propria, usavano, secondo una usanza, non stabilita dalla legge, il titolo di chorążowice, secondo la massima popolare: "Un nobile senza titolo è come una volpe senza coda" massima nota nella versione: “Un levriero senza coda è come un nobile senza carica”.

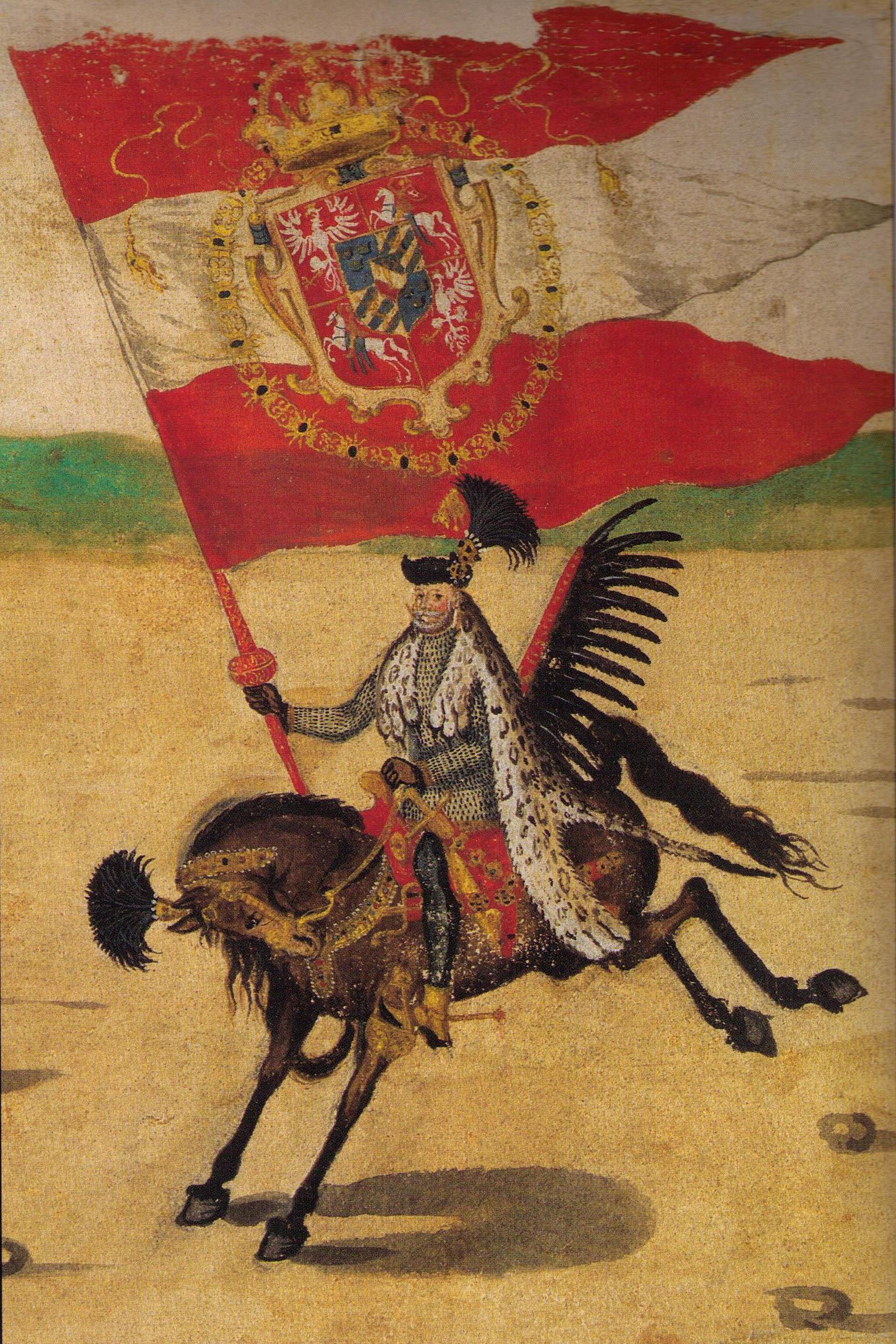
Sebastian Sobieski Grande Alfiere della Corona nel 1605

Dalla fine del XIV secolo nel Regno di Polonia e nel Granducato di Lituania e più tardi nella Confederazione polacco-lituana vi erano quattro distinte posizioni:
- Grande gonfaloniere della Corona
- Grande gonfaloniere di Lituania
- Gonfaloniere di corte della corona
- Gonfaloniere di corte di Lituania

Allo stesso tempo, Chorąży fu anche un ufficio onorario di un territorio e in tale qualità di funzionario (latino: vexillifer) subordinato al castellano. In tale ufficio era suo compito il reclutamento dei cavalieri per il castellano.
Sebbene la funzione di "Chorąży" nelle unità militari esisteva da tempo, il grado appare per la prima volta nei registri a partire dal 1589. Il grado era corrispondente all'alfiere o al cornetta di altri eserciti europei dell'epoca.
Nella Legione polacca durante la prima guerra mondiale e poi nel 1919 nella Seconda Repubblica di Polonia il grado era intermedio tra sergente maggiore e sottotenente. Il grado venne inizialmente assegnato a sottufficiali esperti che, a causa della carenza di personale, venivano nominati a incarichi di ufficiale, ma poiché non possedevano la formazione richiesta, non potevano diventare ufficiali. Il chorąży che prestava servizio come ufficiale, era soggetto a sanzioni disciplinari e di servizio come un ufficiale e aveva alcuni privilegi dello status di ufficiale. La nomina dei sottufficiali a questa funzione a metà del 1922 venne sospesa e il grado è stato il più alto grado tra i sottufficiali dal 1923 al 1939, anno dell'invasione della Polonia. Nel corso della seconda guerra mondiale il grado era in vigore nelle Forze armate polacche in Occidente, le forze armate del Governo in esilio, che combatterono fuori dal territorio polacco a fianco degli alleati contro la Germania nazista e i suoi alleati e in territorio polacco venne adottato nel 1943 dall'Esercito Popolare Polacco le forze armate del Governo provvisorio della Repubblica di Polonia restando successivamente in vigore nella Repubblica Popolare Polacca anche al termine del conflitto fino al 1957.
Il grado è stato nuovamente ripristinato dalle Forze armate della Polonia nel 1963, anno della costituzione del Korpus chorążych, intermedio tra ufficiali e sottufficiali, paragonabile ai warrant officer delle forze armate americane o, nelle forze armate italiane, al Corpo unico degli specialisti della Marina Militare e al Ruolo unico degli specialisti dell'Aeronautica Militare. Al momento dell'istituzione di questo corpo, i soldati professionisti che ne fanno parte dovrebbero avere un'istruzione di scuola secondaria. In pratica i mandatari erano tecnici altamente qualificati. Il Korpus chorążych aveva due gradi distinti: chorąży e il grado superiore di starszy chorąży.
Il Korpus chorążych venne ampliato gerarchicamente nel 1967, quando nella gerarchia al di sotto del chorąży venne istituito il grado di młodszy chorąży e superiore allo starszy chorąży i gradi di chorąży sztabowy e starszy chorąży sztabowy. Dopo essere sopravvissuto alla fine del regime comunista del 1989 ed essere ststo ulteriormente ampliato della gerarchia nel 1997 con l'istituzione del grado di młodszy chorąży sztabowy, in seguito all'ingresso nel 2001 della Polonia nella NATO, il Korpus chorążych nel 2004 ha cessato di esistere come corpo separato ed è tornato a far parte della categoria dei sottufficiali, paragonabile al ruolo marescialli delle forze armate italiane. Quello che era il Korpus chorążych, dopo l'abolizione, avvenuta il 1 luglio 2004 dei gradi di młodszy chorąży sztabowy e chorąży sztabowy, traducubili rispettivamente come vice luogotenente gonfaloniere e luogotenente gonfaloniere si articola si quattro livelli: starszy chorąży sztabowy, starszy chorąży, chorąży e młodszy chorąży, traducubili rispettivamente come primo luogotenente gonfaloniere, primo ginfaloniere, gonfaloniere e vice gonfaloniere. 

#### Distintivi di grado nelle forze armate polacche

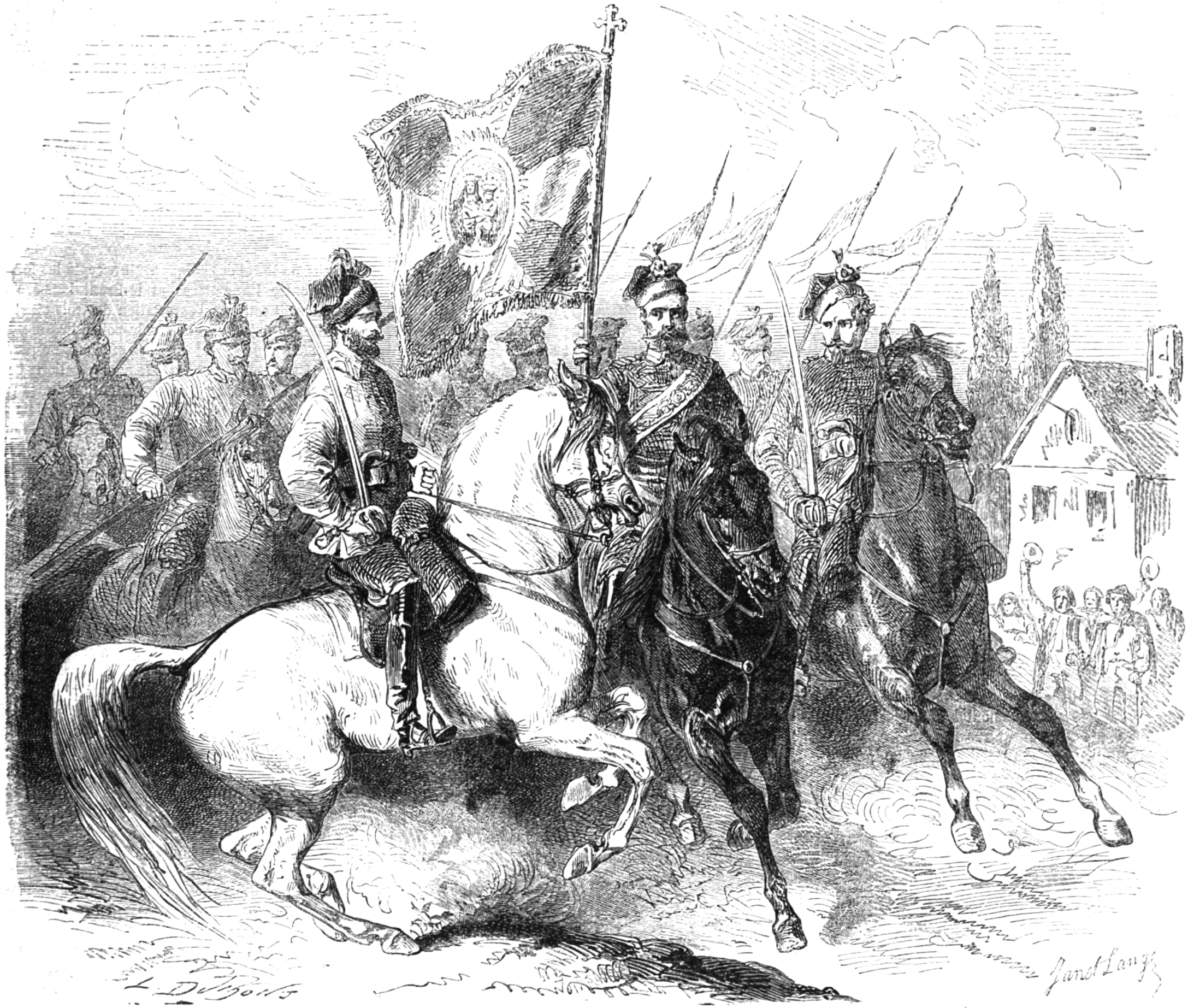
Chorąży a cavallo durante
la rivolta di Gennaio

##### Esercito
| Wojska Lądowe                 |                           |                    |                       |                            |  |  |  |  |  |  |
|                               |                           |                    |                       |                            |  |  |  |  |  |  |
| Polacco:                      | Starszy chorąży sztabowy  | Starszy chorąży    | Chorąży               | Młodszy chorąży            |  |  |  |  |  |  |
| Abbreviazione                 | st. chor. szt.            | st. chor.          | chor.                 | mł. chor.                  |  |  |  |  |  |  |
|                               |                           |                    |                       |                            |  |  |  |  |  |  |
| Italiano:                     | Primo gonfaloniere scelto | Primo gonfaloniere | Gonfaloniere          | Secondo gonfaloniere       |  |  |  |  |  |  |
| equivalente Esercito Italiano | Luogotenente              | Maresciallo capo   | Maresciallo ordinario | Sergente maggiore aiutante |  |  |  |  |  |  |

Distintivi di grado precedenti il 1 luglio 2004
| Wojska Lądowe                 |                           |                     |                             |                       |              |                        |  |  |  |  |  |  |  |  |
| Polacco:                      | Starszy chorąży sztabowy  | Chorąży sztabowy    | Młodszy chorąży sztabowy    | Starszy chorąży       | Chorąży      | Młodszy chorąży        |  |  |  |  |  |  |  |  |
| Abbreviazione                 | st. chor. szt.            | chor. szt.          | mł. chor. szt.              | st. chor.             | chor.        | mł. chor.              |  |  |  |  |  |  |  |  |
|                               |                           |                     |                             |                       |              |                        |  |  |  |  |  |  |  |  |
| Italiano:                     | Primo gonfaloniere scelto | Gonfaloniere scelto | Secondo gonfaloniere scelto | Primo gonfaloniere    | Gonfaloniere | Secondo gonfaloniere   |  |  |  |  |  |  |  |  |
| equivalente Esercito Italiano | Luogotenente              | Primo maresciallo   | Maresciallo capo            | Maresciallo ordinario | Maresciallo  | Sergente maggiore capo |  |  |  |  |  |  |  |  |

Distintivi di grado (1919-1957)

Controspallina (1919—1925)
Controspallina (1925—1939)
Controspallina  (1940—1945) PSZZ
Controspallina о (1943—1952) LWP
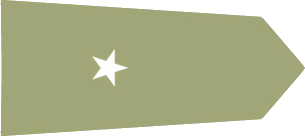
Controspallina  (1952—1957)

##### Aeronautica
| Siły Powietrzne                  |                           |                          |                          |                            |  |  |  |  |  |  |
| Polacco:                         | Starszy chorąży sztabowy  | Starszy chorąży          | Chorąży                  | Młodszy chorąży            |  |  |  |  |  |  |
| Abbreviazione                    | st. chor. szt.            | st. chor.                | chor.                    | mł. chor.                  |  |  |  |  |  |  |
|                                  |                           |                          |                          |                            |  |  |  |  |  |  |
| Italiano:                        | Primo gonfaloniere scelto | Primo gonfaloniere       | Gonfaloniere             | Secondo gonfaloniere       |  |  |  |  |  |  |
| equivalente Aeronautica Militare | Luogotenente              | Maresciallo di 1ª classe | Maresciallo di 2ª classe | Sergente maggiore aiutante |  |  |  |  |  |  |

Distintivi di grado precedenti il 1 luglio 2004
| Siły Powietrzne                  |                           |                     |                             |                          |                          |                        |  |  |  |  |  |  |
| Polacco:                         | Starszy chorąży sztabowy  | Chorąży sztabowy    | Młodszy chorąży sztabowy    | Starszy chorąży          | Chorąży                  | Młodszy chorąży        |  |  |  |  |  |  |
| Abbreviazione                    | st. chor. szt.            | chor. szt.          | mł. chor. szt.              | st. chor.                | chor.                    | mł. chor.              |  |  |  |  |  |  |
|                                  |                           |                     |                             |                          |                          |                        |  |  |  |  |  |  |
| Italiano:                        | Primo gonfaloniere scelto | Gonfaloniere scelto | Secondo gonfaloniere scelto | Primo gonfaloniere       | Gonfaloniere             | Secondo gonfaloniere   |  |  |  |  |  |  |
| equivalente Aeronautica Militare | Luogotenente              | Primo maresciallo   | Maresciallo di 1ª classe    | Maresciallo di 2ª classe | Maresciallo di 3ª classe | Sergente maggiore capo |  |  |  |  |  |  |

##### Marina
| Marynarka Wojenna           |                                     |                              |                        |                             |  |  |  |  |  |  |
|                             |                                     |                              |                        |                             |  |  |  |  |  |  |
| Polacco:                    | Starszy chorąży sztabowy marynarki  | Starszy chorąży marynarki    | Chorąży marynarki      | Młodszy chorąży marynarki   |  |  |  |  |  |  |
| Abbreviazione               | st. chor. szt.                      | st. chor.                    | chor.                  | mł. chor.                   |  |  |  |  |  |  |
|                             |                                     |                              |                        |                             |  |  |  |  |  |  |
| Italiano:                   | Primo gonfaloniere scelto di marina | Primo gonfaloniere di marina | Gonfaloniere di marina | Vice gonfaloniere di marina |  |  |  |  |  |  |
| equivalente Marina Militare | Luogotenente                        | Capo di prima classe         | Capo di seconda classe | Secondo capo aiutante       |  |  |  |  |  |  |

Distintivi di grado precedenti il 1 luglio 2004
| Marynarka Wojenna           |                                     |                               |                                       |                              |                        |                             |  |  |  |  |  |  |  |  |
|                             |                                     |                               |                                       |                              |                        |                             |  |  |  |  |  |  |  |  |
| Polacco:                    | Starszy chorąży sztabowy marynarki  | Chorąży sztabowy marynarki    | Młodszy chorąży sztabowy marynarki    | Starszy chorąży marynarki    | Chorąży marynarki      | Młodszy chorąży marynarki   |  |  |  |  |  |  |  |  |
| Abbreviazione               | st. chor. szt.                      | chor. szt.                    | mł. chor. szt.                        | st. chor.                    | chor.                  | mł. chor.                   |  |  |  |  |  |  |  |  |
|                             |                                     |                               |                                       |                              |                        |                             |  |  |  |  |  |  |  |  |
| Italiano:                   | Primo gonfaloniere scelto di marina | Gonfaloniere scelto di marina | Secondo gonfaloniere scelto di marina | Primo gonfaloniere di marina | Gonfaloniere di marina | Vice gonfaloniere di marina |  |  |  |  |  |  |  |  |
| equivalente Marina Militare | Luogotenente                        | Primo maresciallo             | Capo di prima classe                  | Capo di seconda classe       | Capo di terza classe   | Secondo capo scelto         |  |  |  |  |  |  |  |  |